# Кюртиль-Вержи
Кюрти́ль-Вержи́ (фр. Curtil-Vergy) — коммуна во Франции, находится в регионе Бургундия. Департамент коммуны — Кот-д’Ор. Входит в состав кантона Жевре-Шамбертен. Округ коммуны — Дижон.
Код INSEE коммуны — 21219.

## Население
Население коммуны на 2010 год составляло 116 человек.
| 1962 | 1968 | 1975 | 1982 | 1990 | 1999 | 2010 |
| ---- | ---- | ---- | ---- | ---- | ---- | ---- |
| 38   | 47   | 60   | 81   | 78   | 85   | 116  |

## Экономика
В 2010 году среди 68 человек трудоспособного возраста (15—64 лет) 55 были экономически активными, 13 — неактивными (показатель активности — 80,9 %, в 1999 году было 76,1 %). Из 55 активных жителей работали 52 человека (23 мужчины и 29 женщин), безработных было 3 (2 мужчин и 1 женщина). Среди 13 неактивных 4 человека были учениками или студентами, 5 — пенсионерами, 4 были неактивными по другим причинам.